# Funisciurus substriatus
Funisciurus substriatus là một loài động vật có vú trong họ Sóc, bộ Gặm nhấm. Loài này được De Winton mô tả năm 1899.